# Lusofonía

El idioma portugués en el mundo.
Lengua nativa
Lengua oficial o administrativo
Lengua cultural o secundaria

La lusofonía es el conjunto de países que tienen como lengua oficial el portugués, que es lengua oficial en nueve países: Portugal, Brasil, Cabo Verde, Guinea-Bissau, Angola, Mozambique, Guinea Ecuatorial, Santo Tomé y Príncipe y Timor Oriental.
Existen regiones de distintos países donde el idioma portugués es el oficial, como es el caso de Macao, una región administrativa especial de China. También hay otras regiones en donde el portugués no es oficial, pero es usado como lengua materna debido a los vínculos históricos que tuvieron con Portugal. Por ejemplo: Dadra y Nagar Haveli; Cochín; Damán y Diu; y Goa, estados y territorios de la India, y Malaca en Malasia.

## Áreas de mayor y mínima influencia lusófona en el mundo
| Continente/Región | País/Territorio                                           | Idiomas | Grupos étnicos | Religión                                              | Imagen | Referencias       |
| ----------------- | --------------------------------------------------------- | --- | --- | ----------------------------------------------------- | ------ | ----------------- |
| Europa            | Portugal (Portugal continental y Azores)                  | Oficial: Portugués Cooficial en su comunidad: Mirandés. Otros: Gallego. | Antiguas civilizaciones: (Iberos, celtas, griegos, romanos, godos o germanos, árabes, judíos o sefardíes, fenicios, bereberes y otros pueblos africanos, guanches, vikingos, gitanos y entre otros).   | Católica, protestante.                                |        |                   |
| Europa            | Andorra                                                   | Catalán 38,1% (Oficial), español (más conocido), francés y portugués 15%. | Españoles, franceses y portugueses. | Católica.                                             |        | [ 3 ]             |
| Europa            | Gibraltar Territorio de ultramar del Reino Unido          | Inglés (Oficial). Español, llanito, italiano, portugués, maltés y árabe. | Británicos, españoles, genoveses, malteses, portugueses, árabes y judíos originarios del norte de África.                                                                                              | Católica, anglicana, islámica, judía.                 |        | [ 4 ]             |
| América           | Brasil                                                    | Portugués (Oficial). Español, italiano, alemán, guaraní y otras lenguas amerindias de la Amazonia.                                                                                      | Blancos 47.51% (Principalmente de ascendencia portuguesa, italiana, española y alemana), Pardos 43.42%, Negros 7.52%, Asiáticos 1,1% (Principalmente chinos, japoneses y coreanos) y Amerindios 0.42%. | Católica, protestante.                                |        |                   |
| América           | Canadá                                                    | Inglés 57.2% y francés 21,8% (Oficiales). Otras lenguas no oficiales 19,7%: Español, portugués 1-2%, chino, vietnamita, italiano, alemán, punjabi, cree, inuktitut, ojibwa e inuktitut. | Blancos 90% (principalmente de ascendencia británica y francesa), mestizos, afroamericanos, amerindios y asiáticos.                                                                                    | Protestante, católica.                                |        | [ 5 ]             |
| América           | Estados Unidos                                            | Inglés. El Portugués es hablado aproximadamente por unas 500.000 personas. | Blancos, incluyendo "hispanos" (88%), negros (9%), Chinos (2%), Amerindios (1%). | Protestante, católica, judía.                         |        |                   |
| América           | Guyana                                                    | Inglés (Oficial). Portugués 21%, español, guyanese y lenguas caribes (Akawaio, Wai-Wai, arahuaco, patamona y macushi).                                                                  | Afroamericanos (negros y mulatos). | Protestante, católica.                                |        |                   |
| América           | México                                                    | Español, náhuatl, maya, otomí, mixteca, purépecha, zapoteco y otras 61 lenguas amerindias y también otras lenguas extranjeras Cómo Inglés, chino, japonés, árabe, Portugués 0.5-1%,     | Mestizos (europeo-amerindio) 70%, blancos 15% (principalmente descendientes de españoles, italianos, franceses y portugueses), indígenas 14% y afromexicanos 2.04%.                                    | Católica.                                             |        | [ 6 ] [ 7 ] [ 8 ] |
| América           | Surinam                                                   | Neerlandés (Oficial). Inglés, español, portugués 22% y lenguas caribes. | Afroamericanos (negros y mulatos). | Protestante, católica, hinduismo, islámica.           |        |                   |
| América           | Uruguay                                                   | Español (Oficial). Portugués 23%, francés, italiano. | Criollos 99%, (principalmente de ascendencia española e italiana), mestizos 0.6%, afroamericanos 0.4% .                                                                                                | Católica, protestante.                                |        | [ 9 ]             |
| África            | Madeira Región autónoma de Portugal                       | Portugués (Oficial). | Portugueses. | Católica.                                             |        |                   |
| África            | Angola                                                    | Portugués, umbundu, kimbundu, kikongo, chokwe y kwanyama (Todas oficiales). Español (Hablado en la provincia de Moxico).                                                                | Negros y mulatos (mestizos - africanos y portugueses). | Católica, animismo.                                   |        |                   |
| África            | Cabo Verde                                                | Portugués (Oficial). Criollo caboverdiano | Criollos, negros y mulatos (mestizos - africanos y europeos). | Católica                                              |        |                   |
| África            | Guinea-Bisáu                                              | Portugués (Oficial). | Negros y mulatos (mestizos - africanos y portugueses). | Católica, animismo.                                   |        |                   |
| África            | Guinea Ecuatorial                                         | Español 67.6%, francés 32.4%, portugués, fang, bubi, bioko, annobonés, annobón, balengue, ibo y ndowé (Todas oficiales). Criollo inglés y criollo portugués (censo de 1994).            | Negros: (Fangs 85.7 %, bubis 6.5 %, mdowes 3.6 %, annobon 1.6 %, bujebas 1.1 % y otros 1.4 %) (censo de 1994) y mulatos (mestizos - africanos y españoles).                                            | Católica, animismo.                                   |        | [ 10 ]            |
| África            | Mozambique                                                | Portugués (Oficial). | Negros y mulatos (mestizos - africanos y portugueses). | Católica, animismo.                                   |        |                   |
| África            | Santo Tomé y Príncipe                                     | Portugués (Oficial). Criollos portugueses: forro (85%), el angolar (3%) y el principense (0,1%).                                                                                        | Negros y mulatos (mestizos - africanos y portugueses). | Católica, animismo.                                   |        |                   |
| Asia              | Timor Oriental                                            | Tetun y portugués (Oficiales). Bahasa indonesio, malayo, inglés. | Austronesio o malayos, mestizos (europeo-malayo) 3.6% y criollos europeos de origen portugués respectivamente.                                                                                         | Católica, islámica, budista.                          |        |                   |
| Asia              | Batticaloa Territorio de la Sri Lanka                     | Cingalés y tamil (Oficiales). Portugués. | Indios, Cingalés, tamiles, árabes. | Budista, hinduismo, cristianas, islámica.             |        |                   |
| Asia              | Dadra y Nagar Haveli y Damán y Diu Territorio de la India | Guyaratí y maratí (oficiales). Portugués. | Indios, guyaratíes y maratíes. | Hinduismo, islámica, sij, budista, cristianas, judía. |        |                   |
| Asia              | Goa Estado de la India                                    | Konkani y portugués (Oficiales). | Indios y konkanies. | Hinduismo, islámica, sij, budista, cristianas, judía. |        |                   |
| Asia              | Macao Región administrativa especial de la China          | Chino y portugués (Oficiales). inglés, japonés y tagalo. | Chinos: Han, cantoneses y hakka, japoneses y filipinos. | Budista, cofucionista, católica.                      |        |                   |
| Asia              | Malaca Estado y territorio de Malasia                     | Malayo e inglés (Oficiales). Portugués (Minoritario), bahasa y chino. | Malayos, chinos, indianos, cristang (criollos portugueses) y entre otros. | Islámica.                                             |        |                   |

En Extremadura hay tres enclaves de lengua portuguesa. Según Martín Galindo, los distintos lugares en los que se habla el portugués en Extremadura son:
1) El portugués alentejano de Olivenza.

2) El portugués arcaico de Herrera de Alcántara, y el moderno de Cedillo.

3) La franja de la lengua portuguesa de la campiña de Valencia de Alcántara y el municipio de La Codosera.
Un libro imprescindible para conocer el ferrereño, es la tesis doctoral escrita el 1965 por Maria da Conceição Vilhena, publicada en año 2000 bajo el título de “Hablas de Herrera [de Alcántara] y Cedillo”. Mérida: Editora Regional de Extremadura, 2000.

## Superficie, población y peso económico del espacio lusófono, por país
En este apartado se sigue el  criterio de Carrère y Masood, de la Universidad de Ginebra, los cuales, en su estudio "El peso económico de los principales espacios lingüísticos del mundo" describen y comparan el PIB de diferentes agrupaciones de países en los denominados "espacios lingüísticos" [sic]. El espacio lusófono aparece descrito e identificado en el  apartado 1.5 de dicho estudio. En el apartado 2.2, se establece una comparativa de los diferentes espacios lingüísticos, incluyendo a los componentes (países y entidades territoriales) del espacio lusófono, según su peso económico, identificado con el PIB. Se recoge en esta tabla el enfoque dado por este estudio, listando el PIB de los países del espacio lusófono.
| Clasificación | País                   | Superficie en km² | Población (2014) | PIB nominal (2014) en millones de dólares |
| ------------- | ---------------------- | ----------------- | ---------------- | ----------------------------------------- |
| 1             | Brasil                 | 8 514 877         | 202 656 788      | 2 353 000                                 |
| 2             | Angola                 | 1 246 700         | 19 088 106       | 128 600                                   |
| 3             | Mozambique             | 799 380           | 24 692 144       | 16 680                                    |
| 4             | Portugal               | 92 090            | 10 813 834       | 230 000                                   |
| 5             | Guinea-Bisáu           | 36 125            | 1 693 398        | 1 024                                     |
| 6             | Timor Oriental         | 14 874            | 1 201 542        | 4 478                                     |
| 7             | Cabo Verde             | 4 033             | 538 535          | 1 899                                     |
| 8             | Santo Tomé y Príncipe  | 964               | 190 428          | 341                                       |
|               | Total espacio lusófono | 10 709 043        | 260 874 775      | 2 736 022                                 |

* En la tabla no se incluye a Macao.

## Relación de la lusofonía con el idioma gallego
La Junta de Galicia defiende la integración de Galicia en la lusofonía y lo ha desarrollado a través de la Ley para el aprovechamento de la lengua portuguesa y vínculos con la lusofonía, también conocida como Ley Paz Andrade. Además algunos lingüistas sostienen que Galicia es también parte de la lusofonía, debido a su origen común. Además, se basan en que el gallego y el portugués son, en términos lingüísticos, el mismo idioma con mínimas diferencias léxicas y ortográficas. En particular, los grupos reintegracionistas hacen especial hincapié en esta idea. El propio término de "Lusofonía" ha sido debatido en algunos círculos, ya que el idioma gallego no se puede considerar de origen lusorromano, sino galaicorromano.